# Julius Schnauß
Julius Carl Schnauß (* 7. Juli 1827 in Weimar; † 6. Dezember 1895 in Jena) war ein deutscher Fotograf, Atelierleiter, Chemiker und Fachbuchautor aus Thüringen.

## Leben
Julius Schnauß wurde 1827 in Weimar geboren. Als sein Vater Karl August Constantin Schnauß, Großherzoglicher Rat und Staatsfiskal zu Weimar, 1832 verstarb, zog die Mutter mit ihrem Sohn Julius nach Rudolstadt. Dort besuchte er das fürstliche Gymnasium. 1843 kehrte die Familie nach Weimar zurück. Schon damals bestand bei Julius Schnauß Interesse an der Chemie und Physik. Er studierte von 1847 bis 1849 in Jena Physik und Chemie. 1849 wurde er dort zum Dr. phil. promoviert. Von 1852 bis 1867 leitete er ein Atelier für Porträtfotografie. 1854 richtete er das Photographisch-Chemische Institut in Jena ein. Im Jahr 1857 gründete er den Allgemeinen Deutschen Photographen-Verein. Er gehörte zahlreichen gelehrten Gesellschaften an. Schnauß war schwerhörig, in seinen letzten Lebensjahren ganz taub. Aus diesem Grund schrieb er ein Buch zur Gebärdensprachen und Fingeralphabeten. In Jena war er zuletzt wohnhaft im Teichgraben 11.
Seine besondere Leistung besteht darin, dass er zahlreiche frühe Publikationen über die Fotografie verfasste, darunter Handbücher und Lexika, die zum Teil ins Englische übersetzt wurden und in mehreren Auflagen erschienen sind.
Schnauß ist im ersten Adressbuch der Stadt Jena aus dem Jahr 1862 neben Carl Schenk und Wilhelm Müller als Fotograf genannt; zuvor berichtet Ernst Haeckels Sohn Walter bereits in seinen Jugenderinnerungen, dass „Schenk und Schnauß […] die ersten Photographen um die Mitte der 1850er Jahre in Jena“ waren. Schnauß verstarb am 6. Dezember 1895 in Jena.
Julius Schnauß wurde 1862 zum Mitglied der Deutschen Akademie der Naturforscher Leopoldina gewählt.
Julius Schnauß war verheiratet mit Wilhelmine Johanna Laura, geb. Schmidt. Aus dieser Ehe ging der Sohn Hermann Schnauß hervor.

## Werke
- Ein Wort über die Zeichensprachen im Allgemeinen und über ein praktisches Finger-Alphabet insbesondere. Carl Döbereiner, Jena 1850, S. 30 (digitale-sammlungen.de).
- Collotype and Photo-lithography. Practically elaborated by Dr. Julius Schnauss... Translated with the Author's sanction and assistance by Edwin C. Middleton. London: Iliffe and Son, 1889.
- Katechismus der Photographie oder Anleitung zur Erzeugung photographischer Bilder. In: Illustrirte Weber's Katechismen. 3. Auflage. J.J. Weber, Leipzig 1876 (uni-koeln.de).
- Leitfaden der Photographie. Anleitung zur Erzeugung photographischer Bilder. 5., verb. Aufl. Weber, Leipzig 1895.
- Der Lichtdruck und die Photolithographie. Nach eigenen Erfahrungen und denen der ersten Autoritäten, practisch bearb. von Julius Schnauss. 5., verm. Aufl., Liesegang, Düsseldorf 1892.
- Photographisches Taschen-Lexikon. Ein Nachschlagebuch für Berufs- und Liebhaber-Photographen; nebst Vocabularium, Deutsch, Englisch, Französisch, Lateinisch. Hrsg. von Julius Schnauss. Knapp, Halle/S. 1893.

### Herausgeber
- Photographisches Lexicon. Ein alphabetisches Nachschlage-Buch für den praktischen Photographen sowie für Maler, Chemiker, Techniker, Optiker etc. auf Grund der neuesten Fortschritte. 1. Auflage. Otto Spamer, Leipzig 1860, S. 400 (Digitalisat – zahlreiche Angebote im Anhang).
- Recept-Taschenbuch für Photographen. 300 Vorschriften und Mittheilungen aus der photographischen Praxis. Wilhelm Knapp, Halle a.d.S. 1882, S. 269 (uni-koeln.de – Besteht aus zwei Teilen).